# Mestre de Crea

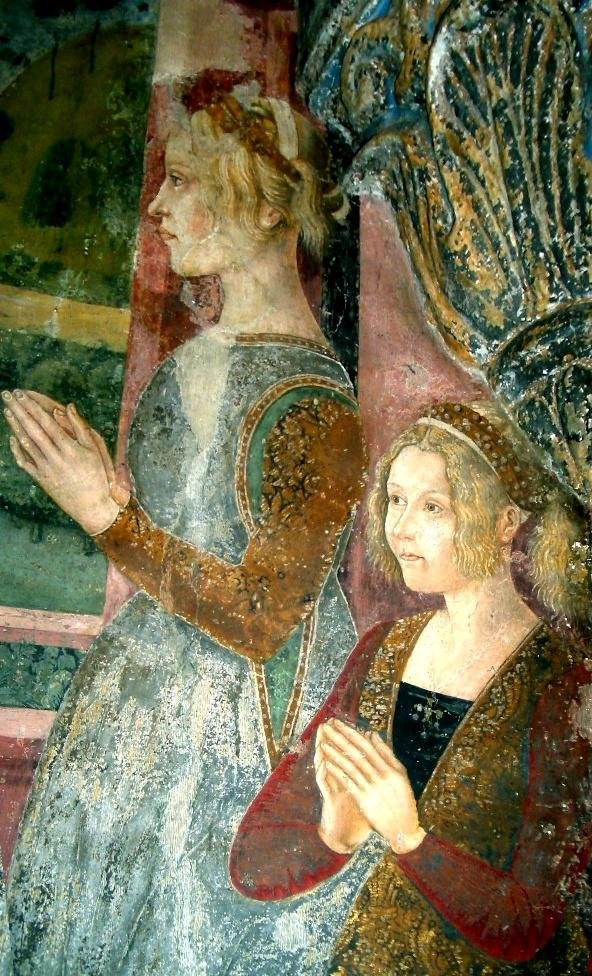
Paret del fons de la capella, detall de les filles de Guillem VIII de Montferrat

Amb l'apel·latiu de mestre de Crea o mestre de la capella de Santa Margarida de Crea, es denomina un pintor anònim, a qui entre 1474 i 1479 se li va encarregar per Guillem VIII, marqués de Montferrat, un fresc per a la capella de Santa Margarida al santuari de Nostra Senyora de Crea (situat en la comuna de Serralunga di Crea, Alessandria, Itàlia), que és part del Sacri Monti de Crea, declarat Patrimoni de la humanitat per la UNESCO des de 2003.

## Biografia
El mestre de Crea fou identificat en el passat amb diversos pintors del nord-oest italià, en particular amb Macrino d'Alba. Les semblances d'estil, però, amb els primers treballs del pintor de Casalese Giovanni Martino Spanzotti, han permès identificar-lo com el pare d'aquest pintor, Pietro Spanzotti, o més probablement amb el seu germà, Francesco Spanzotti.

## Obra
La capella de Crea:
- Tríptic de la Madonna amb el xiquet, àngels músics i sants.
- El donador Guillem VIII i la seua muller Maria de Foix amb les filles.
- Passió de santa Margarida d'Antioquia.
- Els quatre doctors de l'Església.

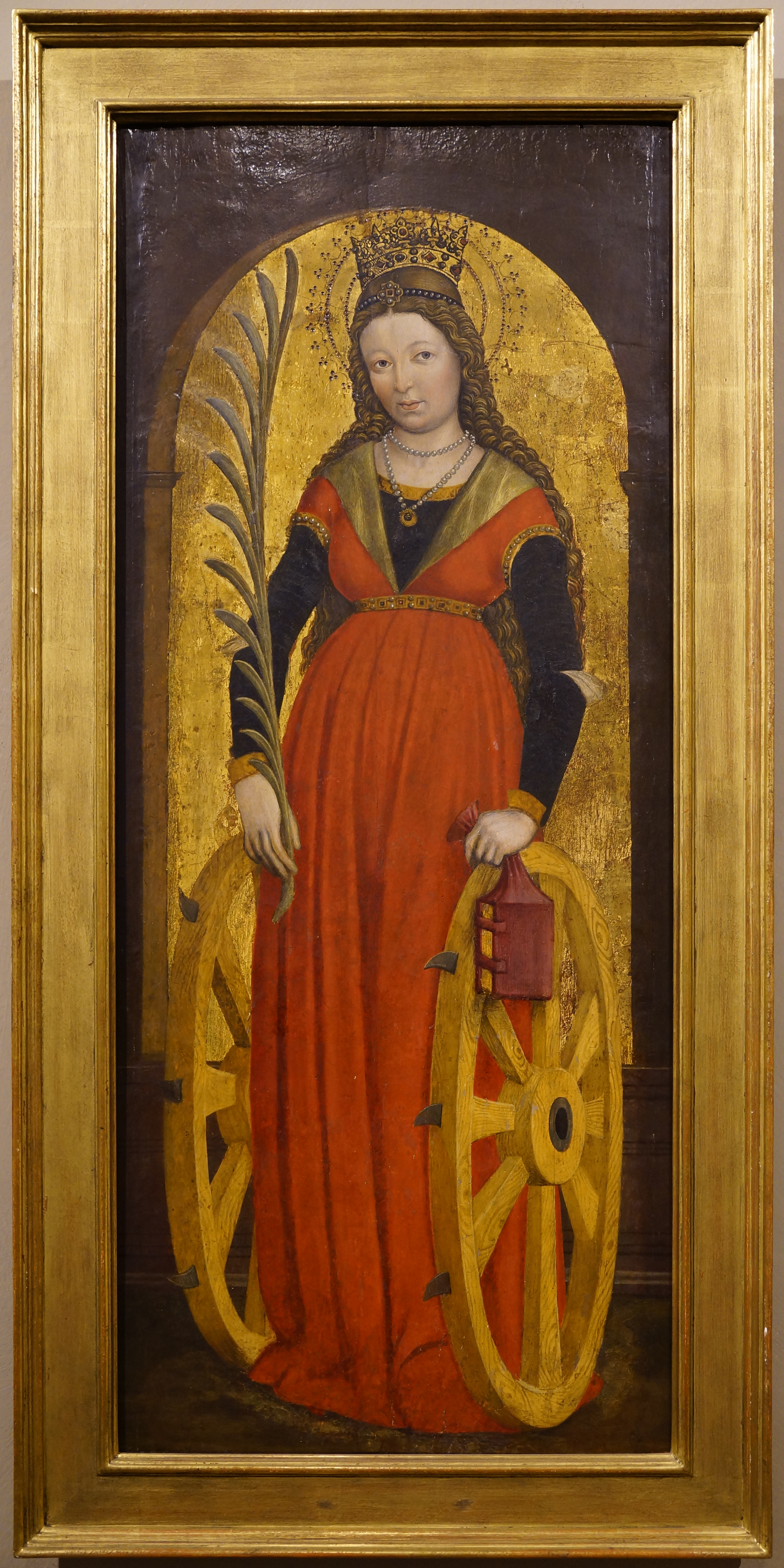
Caterina d'Alexandria, amb palmell i llibre, entre dues rodes

Altres obres que li han estat atribuïdes:
- Santa Caterina d'Alessandria, taula del Museu Cívic de Torí.
- Polittico di Marco Scarognino, pinacoteca de Varallo Sesia.
- Adoració del Xiquel amb St. Joan Baptista i St. Doménec, Gemäldegalerie, Berlín.

## Els frescs de la capella
A la paret de llevant de la capella es troba un tríptic, fresc, en què es retrata la Mare de Déu amb el Nen, amb àngels tocant música, flanquejats per sants (Madonna col Bambino ed Angeli musicanti, affiancata da Santi) i, a les dues ales, sengles retrats de Guillem VIII i la seua esposa, Maria de Foix, i les seues filles.
A les parets laterals es representen escenes de la tortura de santa Margarida d'Antioquía (Passio di Santa Margherita di Antiochia).
A la capella també hi ha imatges dels quatre doctors de l'Església.

## Galeria d'imatges de la capella
- Passio di santa Margherita di Antiochia:

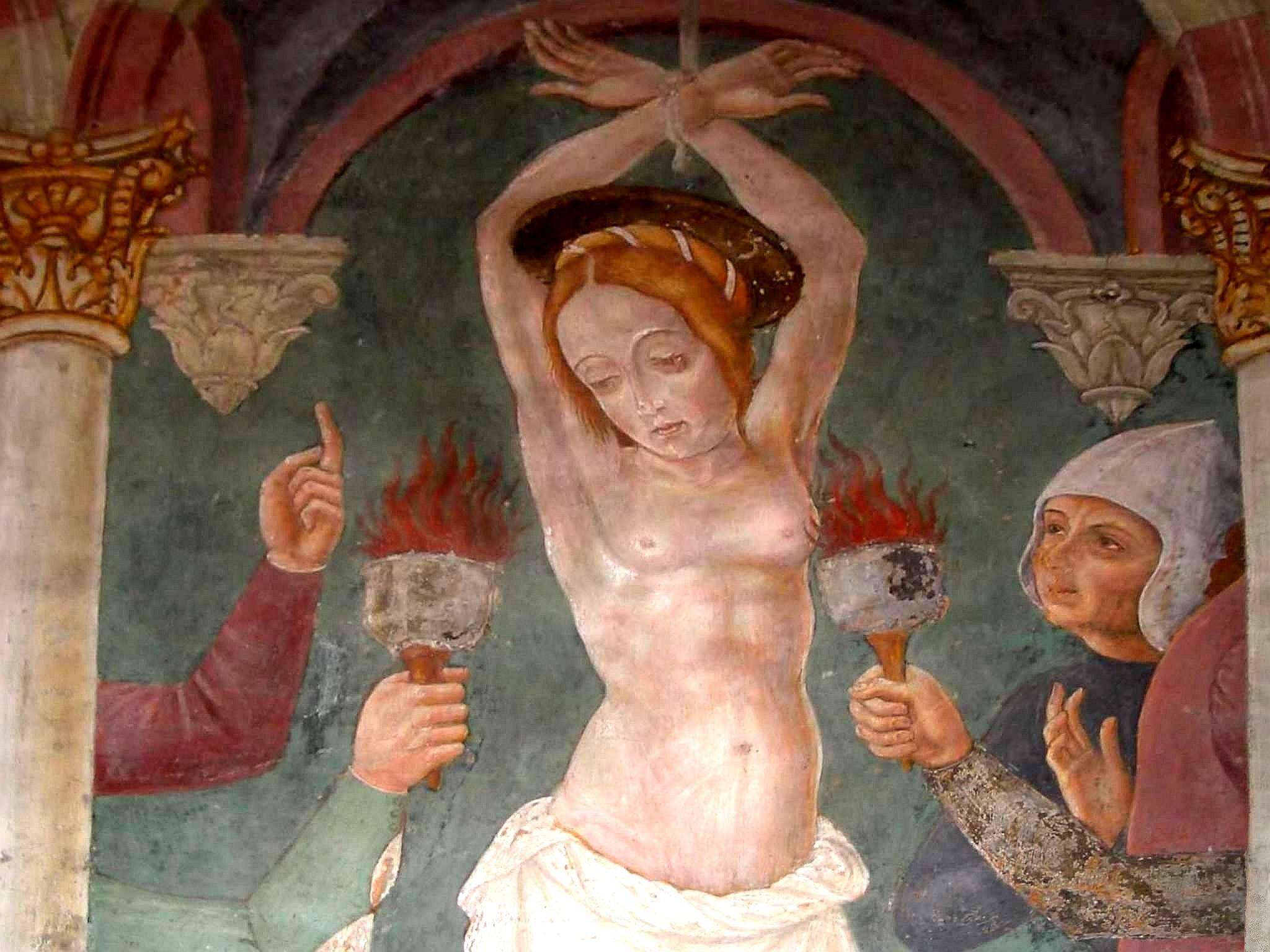
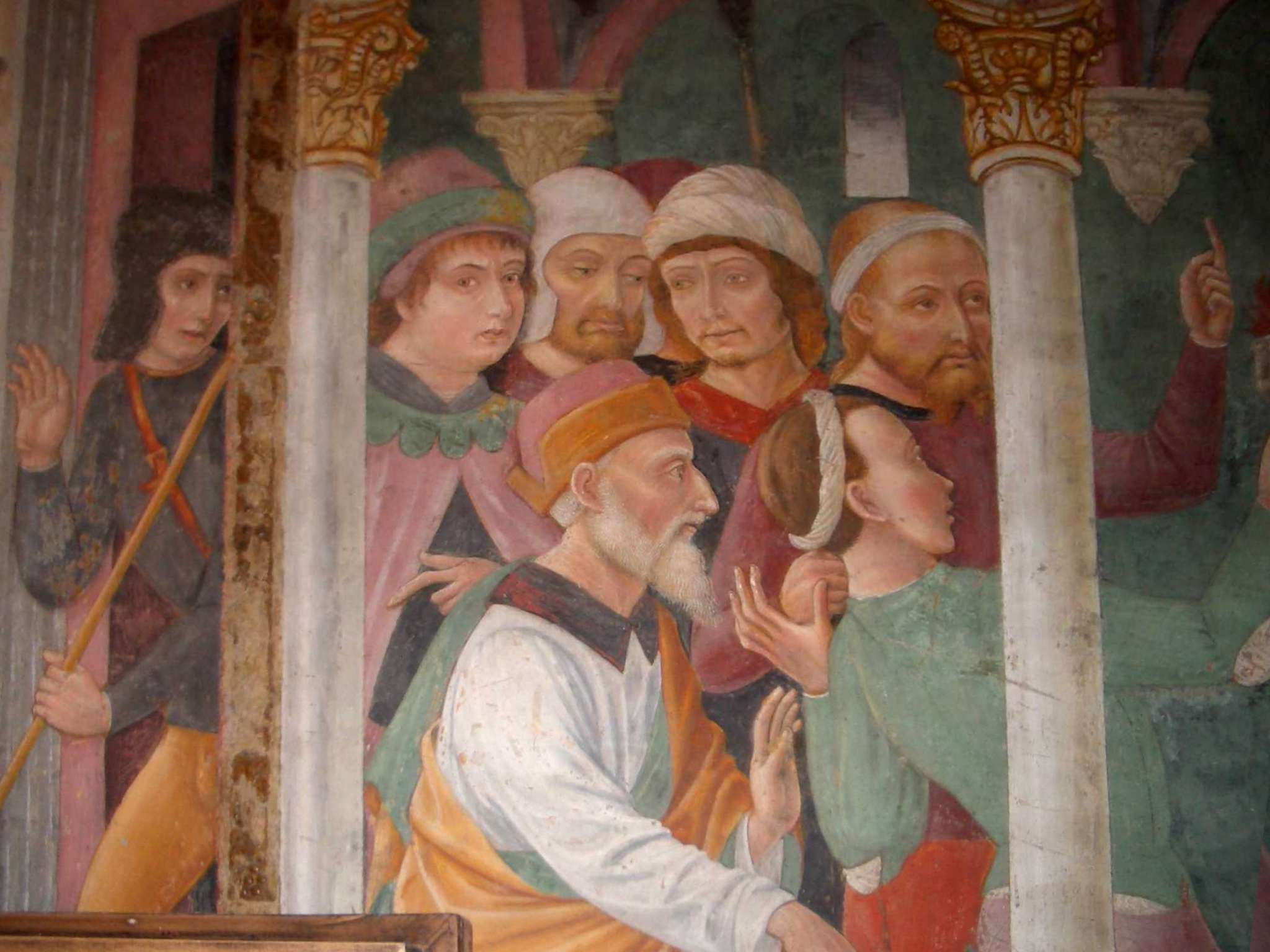
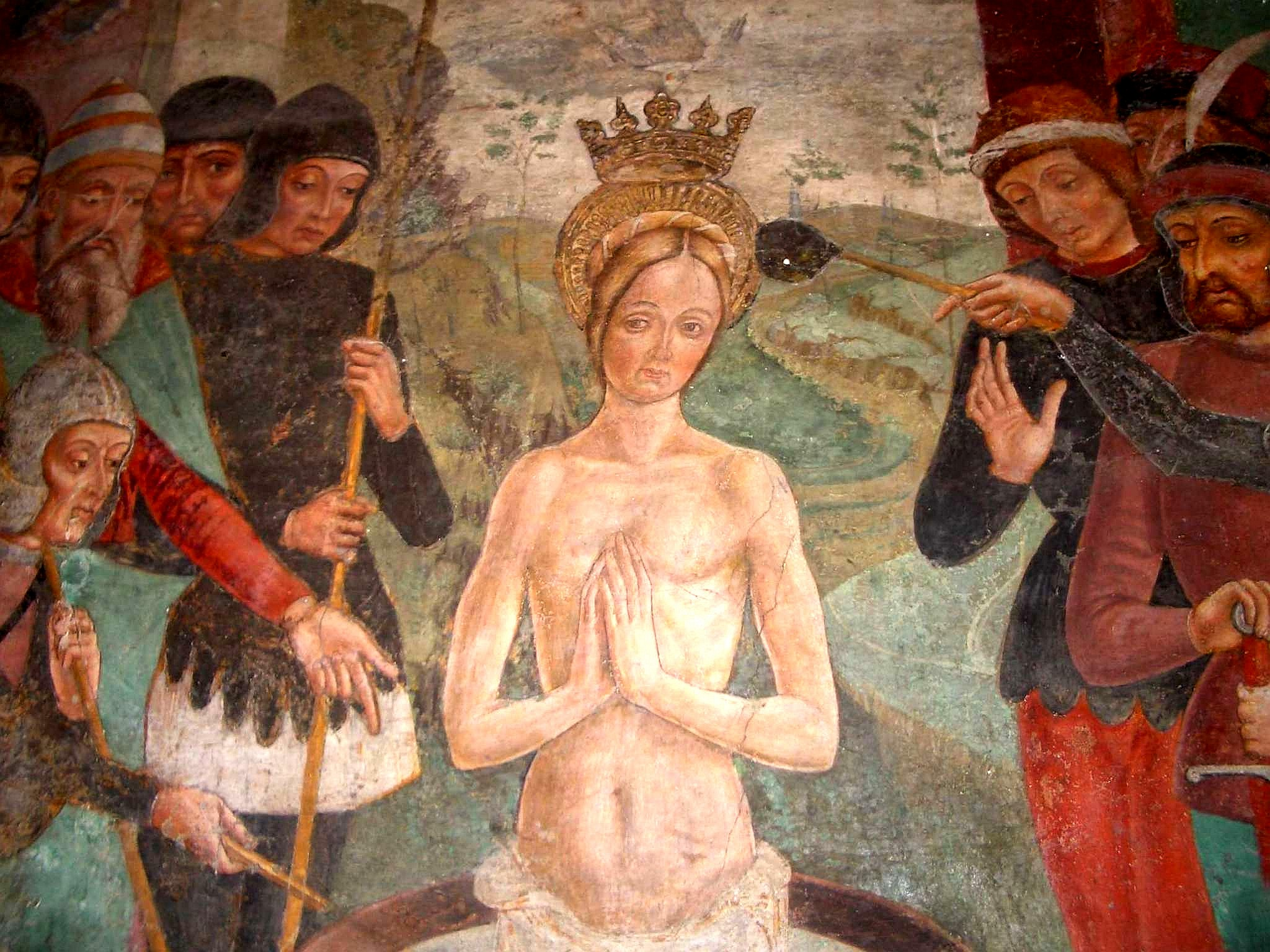